# CF Locomotiv Bălți
CF Locomotiv Bălți is een Moldavische voetbalclub uit Bălți.
De club werd in 1940 opgericht als Fotbal Club Lokomotiv Bălți en speelt sinds 2005 onder de huidige naam. Thuishaven is het Stadionul Locomotiv dat plaats biedt aan 1450 toeschouwers. In 2011 werd de club kampioen in de Divizia A maar promoveerde niet naar de Divizia Națională omdat de club geen licentie kreeg.

## Erelijst
- Divizia A: 2011
- Divizia B - Noord: 2007